# Colpodonta phyllodontaria
Colpodonta phyllodontaria är en fjärilsart som beskrevs av W. Warren 1904. Colpodonta phyllodontaria ingår i släktet Colpodonta och familjen mätare. Inga underarter finns listade i Catalogue of Life.